# Trịnh Công Sơn
Trinh Cong Son, vietnamsky Trịnh Công Sơn (28. února 1939, Dak Lak – 1. května 2001, Saigon) byl vietnamský hudební skladatel.

## Dílo

### Písně
- Biển nhớ
- Diễm xưa
- Đóa hoa vô thường
- Em đi bỏ lại con đường
- Em là hoa hồng nhỏ
- Gọi tên bốn mùa
- Hạ trắng
- Hát trên những xác người